# غراهام كينيدي
غراهام كينيدي (بالإنجليزية: Graham Kennedy)‏ (و. 1934 – 2005 م) هو ممثل، ومقدم برامج، ومقدم برامج إذاعية، وممثل هزلي، من أستراليا، ولد في ملبورن، توفي عن عمر يناهز 71 عاماً بسبب ذات الرئة.

## التعليم
تعلم في Melbourne High School ‏.

## جوائز وترشيحات
حصل على جوائز منها:
- ضابط وسام أستراليا (26 يناير 2006)[18]
- ميدالية الذكرى المئوية (1 يناير 2001)[19]
- جائزة لوجي الذهبية لأكثر شخصية مشهورة في  التلفزيون الاسترالي [الإنجليزية]‏، عن عمل: Blankety Blanks (Australian game show) [الإنجليزية]‏ (1978)
- جائزة لوجي الذهبية لأكثر شخصية مشهورة في التلفزيون الأسترالي، عن عمل: The Graham Kennedy Show [الإنجليزية]‏ (1974)
- جائزة لوجي الذهبية لأكثر شخصية مشهورة في التلفزيون الأسترالي، عن عمل: In Melbourne Tonight [الإنجليزية]‏ (1969)
- جائزة لوجي الذهبية لأكثر شخصية مشهورة في التلفزيون الأسترالي (1967)
- جائزة لوجي الذهبية لأكثر شخصية مشهورة في التلفزيون الأسترالي، عن عمل: In Melbourne Tonight [الإنجليزية]‏ (1960).

ترشح لـ:
- جائزة آكتا لأفضل ممثل في دور رئيسي [الإنجليزية]‏، عن عمل: The Club (1980 film) [الإنجليزية]‏ (1981)
- جائزة لوجي الذهبية لأكثر شخصية مشهورة في التلفزيون الأسترالي، عن عمل: Blankety Blanks (Australian game show) [الإنجليزية]‏ (1978)
- جائزة لوجي الذهبية لأكثر شخصية مشهورة في التلفزيون الأسترالي، عن عمل: The Graham Kennedy Show [الإنجليزية]‏ (1974)
- جائزة لوجي الذهبية لأكثر شخصية مشهورة في التلفزيون الأسترالي، عن عمل: In Melbourne Tonight [الإنجليزية]‏ (1969)
- جائزة لوجي الذهبية لأكثر شخصية مشهورة في التلفزيون الأسترالي، عن عمل: In Melbourne Tonight [الإنجليزية]‏ (1967)
- جائزة لوجي الذهبية لأكثر شخصية مشهورة في التلفزيون الأسترالي، عن عمل: In Melbourne Tonight [الإنجليزية]‏ (1960).

## وصلات خارجية
- غراهام كينيدي على موقع IMDb (الإنجليزية)
- غراهام كينيدي على موقع ميوزك برينز (الإنجليزية)
- غراهام كينيدي على موقع قاعدة بيانات الفيلم (الإنجليزية)